# Безумная свадьба
«Безумная свадьба» (фр. Qu'est-ce qu'on a fait au Bon Dieu?, в переводе с фр. — «Чем же мы прогневили Бога?») — французская кинокомедия 2014 года режиссёра Филиппа де Шоврона на тему мультикультурных браков.

## Сюжет
В добропорядочной провинциальной семье Вернёй у нотариуса Клода (Кристиан Клавье) и его набожной жены Мари — четыре дочери. Три старших дочери вышли замуж за араба, еврея и китайца соответственно. Зятья Клода не ладят друг с другом и со своим консервативным тестем, и чета Вернёй надеется на то, что хотя бы младшая дочь, Лор, выберет «нормального» жениха. Однако пока Клод и Мари пытаются свести Лор с соседским сыном, ей делает предложение Шарль из Кот-д'Ивуара, отношения с которым она держала в тайне от родителей и сестёр. Ситуация осложняется ещё и тем, что отец Шарля — будущий сват Клода — тоже не в восторге от брака сына с девушкой из бывшей метрополии его страны…

## В ролях
| Актёр           | Роль                     |
| --------------- | ------------------------ |
| Кристиан Клавье | Клод Вернёй              |
| Шанталь Лоби    | Мари Вернёй              |
| Жюли Пьятон     | Одиль Вернёй-Бенишу      |
| Фредерик Бель   | Изабель Вернёй-Бен Ассем |
| Эмили Кан       | Сеголен Вернёй-Линь      |
| Элоди Фонтан    | Лор Вернёй               |
| Меди Садун      | Рашид Бен Ассем          |
| Ари Абитан      | Давид Бенишу             |
| Фредерик Шо     | Сяо Линь                 |
| Нум Диавара     | Шарль Кофи               |
| Паскаль Нзонзи  | Андре Кофи               |
| Салимата Камате | Мадлен Кофи              |

## Съёмки
Фильм снят в Париже и Нормандии, а отдельные сцены — в Шиноне, где по сюжету разворачиваются основные события.

## Кассовые сборы
Лента имела большой успех во Франции — её посмотрело более 12,2 млн зрителей в кинотеатрах. Кассовые сборы во Франции составили 131 млн долларов при бюджете в 13 млн евро. Более 2,5 млн зрителей у картины было в Германии. Кассовые сборы по всему миру превысили 200 млн долларов.

## Критика
Во Франции фильм получил положительные отзывы. Ежедневная газета «Le Figaro» назвала фильм «триумфом», «феноменом», «весёлым». В Британии и США упрекнули фильм в расизме и ксенофобии. В Германии и Австрии комедия была хорошо встречена публикой, тогда как в прессе отметили, что фильму недостаёт серьёзности, ввиду существующих проблем с ростом популярности Ле-Пен.

## Продолжения
30 января 2019 года вышел сиквел фильма (Qu’est-ce qu’on a encore fait au Bon Dieu ?; в переводе с фр. — «Чем же мы ещё прогневили Бога?»), по сюжету которого родители пытаются разубедить своих дочерей переезжать за границу со своими семьями. Клод и Мари Верней возвращаются из длительного тура и сталкиваются с новым катаклизмом: их четыре дочери с мужьями сыновей хотят покинуть Францию — Одиль и Давид хотят поехать в Израиль, Сяо и Сеголен — в Китай, Изабель и Рашид — в Алжир, а Шарль и Лор хотят поехать в Индию, где последней предлагают должность. Клод и Мари сделают всё, чтобы все члены семьи остались во Франции. Со своей стороны, Андре и Мадлен Коффи, родители Шарля, возвращаются во Францию на свадьбу своей дочери Вивиан, но и здесь всё идёт не так, как планировалось…
На 2021-й запланирован выход третьей части (Qu’est-ce qu’on a tous fait au Bon Dieu ?; в переводе с фр. — «Чем же мы все прогневили Бога?»). По сюжету Клоду и Мари Верней предстоит отпраздновать 40-летие своего брака. По этому случаю их четверо дочерей решили устроить им сюрприз, часть которого — приезд родителей их мужей…